# Comuna Hadînkivți, Huseatîn
Hadînkivți (în ucraineană Гадинківці) este o comună în raionul Huseatîn, regiunea Ternopil, Ucraina, formată din satele Hadînkivți (reședința) și Vîhoda.

## Demografie
Componența lingvistică a comunei Hadînkivți
     Ucraineană (99,93%)
     Alte limbi (0,07%)
Conform recensământului din 2001, majoritatea populației comunei Hadînkivți era vorbitoare de ucraineană (99,93%), existând în minoritate și vorbitori de alte limbi.